# Aliefendi
Aliefendi is een plaats in de Turkse provincie Antalya, district Alanya. Aliefendi telt 1112 inwoners (2000).